# Malinie (Lublin)
Pour les articles homonymes, voir Malinie.
Malinie (prononciation : [maˈliɲe]) est un village polonais de la gmina de Chrzanów dans le powiat de Janów Lubelski de la voïvodie de Lublin dans l'est de la Pologne.
Il se situe à environ 4 kilomètres au sud-est de Chrzanów (siège de la gmina), 16 kilomètres à l'est de Janów Lubelski (siège du powiat) et 56 kilomètres au sud de Lublin (capitale de la voïvodie).

## Histoire
De 1975 à 1998, le village est attaché administrativement à la voïvodie de Tarnobrzeg.

Depuis 1999, il fait partie de la voïvodie de Lublin.